# Busk (gmina)
Busk – dawna gmina wiejska w powiecie kamioneckim województwa tarnopolskiego II Rzeczypospolitej. Siedzibą gminy było miasto Busk, które stanowiło odrębną gminę miejską.
Gminę utworzono 1 sierpnia 1934 r. w ramach reformy na podstawie ustawy scaleniowej z dotychczasowych gmin wiejskich z siedzibami we wsiach: Humniska, Jabłonówka, Kupcze, Lanerówka, Pobużany, Rakobuty, Wierzblany i Żuratyn.
Po II wojnie światowej obszar gminy znalazł się w ZSRR.